# دومينيك تشابيل
دومينيك تشابيل (بالإنجليزية: Dominic Joseph Andrew Chappell)‏ هو سائق سباق وشخصية أعمال بريطاني، ولد في 28 نوفمبر 1966 في Sunbury-on-Thames ‏ في المملكة المتحدة.

## روابط خارجية
- دومينيك تشابيل على موقع DriverDB.com (الإنجليزية)